# Делавэр (округ, Нью-Йорк)
Делавэр (англ. Delaware County) — округ штата Нью-Йорк, США. Население округа на 2000 год составляло 48057 человек. Административный центр округа — город Делхай.

## История
Округ Делавэр основан в 1797 году; назван в честь Томаса Веста (1577–1618), третьего Барона Де ла Варра, губернатора колонии Виргиния (1610–1618). Источник образования округа Делавэр: округа Отсиго и Алстер.

## География
Округ занимает площадь 3802,1 км2.

## Демография
Согласно переписи населения 2000 года, в округе Делавэр проживало 48057 человек. По оценке Бюро переписи населения США, к 2009 году население уменьшилось на 5.3%, до 45514 человек. Плотность населения составляла 12 человек на квадратный километр.